# Architettura azteca

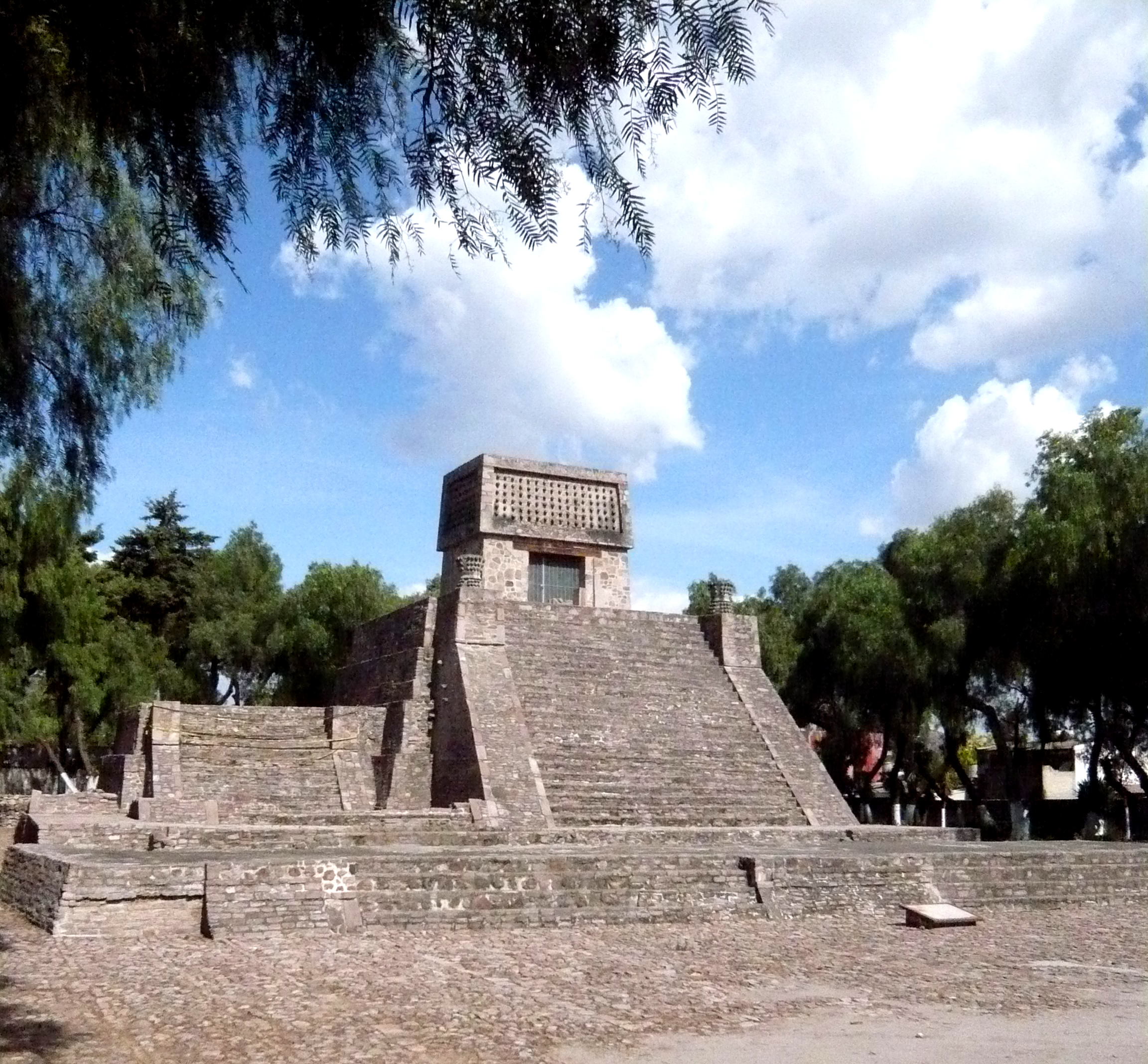
Piramide azteca di Santa Cecilia Acatitlan

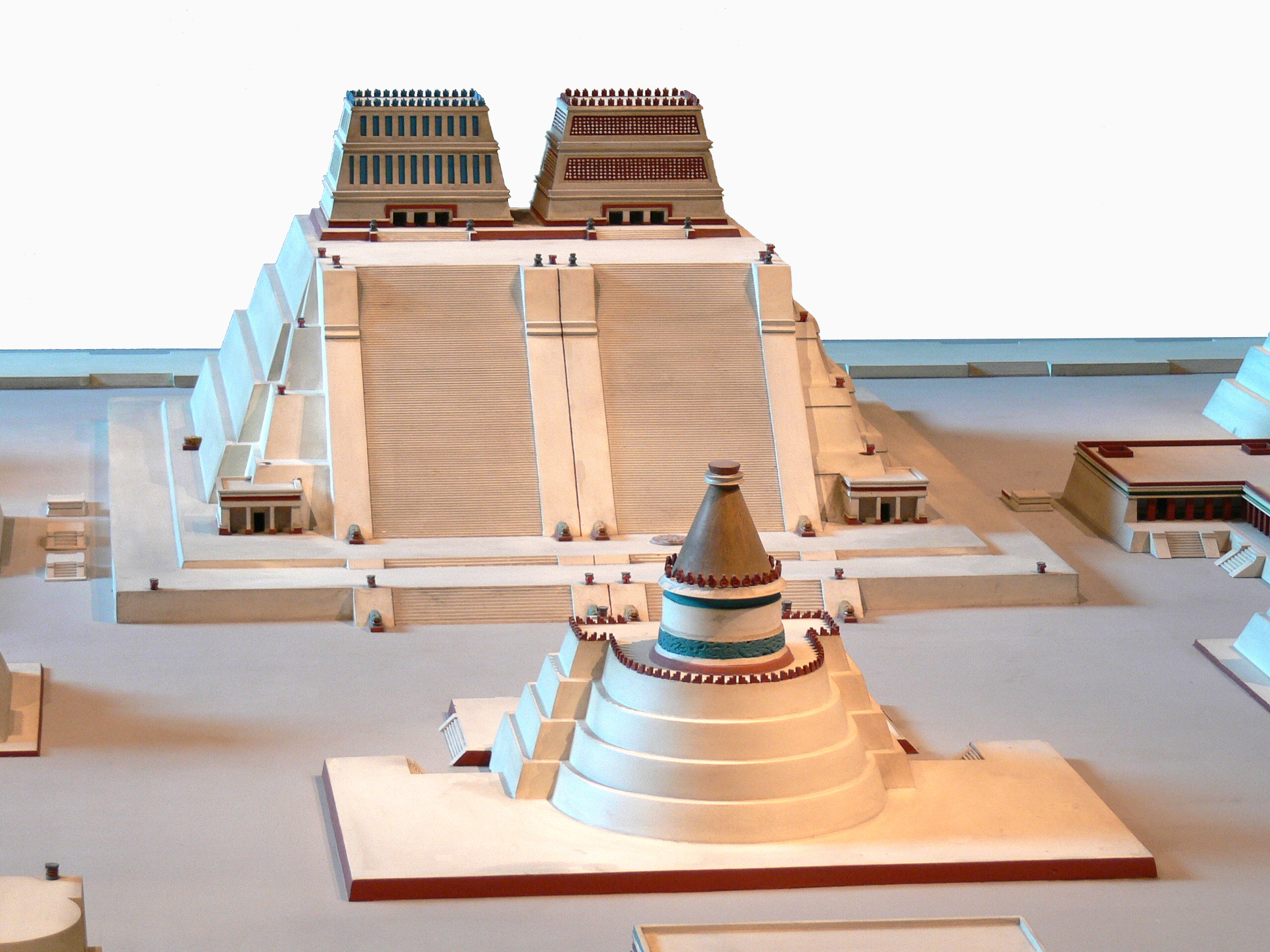
Ricostruzione del recinto del tempio di Tenochtitlan; il grande tempio

L'architettura azteca è una forma tarda di architettura mesoamericana sviluppata dalla civiltà azteca. Molto di ciò che si sa su di essa proviene dalle strutture che sono ancora in piedi. Queste strutture sono sopravvissute per diversi secoli grazie ai robusti materiali utilizzati e all'abilità dei costruttori.

## Influenze
L'architettura azteca riflette la migrazione della civiltà azteca attraverso l'attuale Messico. Lo stile delle prime piramidi azteche è stato adattato da quelle dei mesoamericani classici e postclassici. L'architettura azteca ha successivamente influenzato gli stili mesoamericani successivi.
Gli antichi aztechi si affidavano alla cosmologia, all'astronomia e alla religione come principali fonti di ispirazione. Le credenze religiose azteche si riflettono nei disegni delle strutture religiose e nelle strutture domestiche.

## Storia
L'architettura più significativa dell'impero azteco si trovava nella capitale Tenochtitlán, che fu distrutta dopo la conquista spagnola nel XVI secolo. I materiali prelevati dalle città sono stati utilizzati nella costruzione di Città del Messico. Non ci sono molte prove archeologiche rimaste nei siti aztechi come la Piazza del Tempio azteco.
I siti architettonici aztechi includono Malinalco e Tenayuca, conquistata dagli Aztechi intorno al 1434, il primo esempio conosciuto della tipica doppia piramide azteca, che consiste in basi piramidali unite che sostengono due templi e il Templo Mayor, il più grande edificio della città azteca Tenochtitlán.
Le città azteche facevano spesso a gara per costruire .

## Stile
L'architettura azteca è caratterizzata da simmetria ed elementi come disegni geometrici e linee ampie.
Ci sono anche molti elementi simbolici, comprese i quattro punti cardinali, ognuno dei quali rappresenta una divinità, un colore e un simbolo. I simboli animali servivano anche come rappresentazioni: le aquile rappresentavano il sole e i guerrieri, i serpenti l'acqua o il fuoco e le conchiglie erano simboli di fertilità. I templi stessi rappresentavano montagne, simboli aztechi per l'acqua e la fertilità. L'architettura, in particolare le sculture sopra e nei templi, erano dipinte simbolicamente.

## Tipi di strutture
Le strutture nella città di Tenochtitlan includevano templi, palazzi e piattaforme. I templi erano piramidi a terrazze con ripide scale che portavano al tempio principale. Le strutture domestiche riflettevano lo stato sociale e finanziario degli abitanti. Le élite vivevano in palazzi, che erano chiamati tecpan. Le case erano uniformi in gran parte dell'impero, variando solo in dimensioni e ornamenti.
Gli Aztechi costruirono strade rialzate e chinampa a Tenochtitlan grazie alla sua posizione nel bacino di Città del Messico.

## Tecniche di costruzione
Gli Aztechi avevano una conoscenza avanzata delle tecniche di costruzione e sapevano come costruire sulla geologia dei terreni locali, in particolare sul terreno soffice. I costruttori impiegavano basi in pietra per i templi. J.A. Joyce scrive che "la geografia fisica dell'America centrale fu favorevole all'ascesa dell'arte di costruire in pietra".
Gli aztechi usavano anche la gravità per creare un sistema di acqua corrente, portando acqua dolce alla rete cittadina e impiegando terrazzamenti per migliorare la produttività agricola.
Invece di demolire i vecchi templi e costruirne uno nuovo nello stesso sito, gli Aztechi costruivano semplicemente sopra le strutture esistenti, ottenendo piramidi più grandi e dettagliate. È stato scoperto che alcuni templi hanno almeno quattro o cinque strati.

## Rapporto con la cultura azteca
Gli Aztechi progettavano i loro edifici per essere funzionali alla vita quotidiana e alle pratiche religiose. Lo stile architettonico degli aztechi rifletteva le relazioni con un potere superiore. A Tenochtitlan, la struttura della città rappresentava la nascita di Huitzilopochtli.
I teocalli, o templi piramidali, erano significativi per le pratiche religiose azteche. Erano i luoghi di celebrazioni e rituali religiosi. I templi rappresentavano l'ascensione. C'erano più livelli, ciascuno correlato a classi diverse. Gli Aztechi credevano che l'ascensione fosse l'elaborazione di prepararsi per compiacere gli dei. In cima c'era il tempio principale dove si svolgevano i sacrifici, poiché era considerato il più vicino agli dei.
Le famiglie erano più semplici ma uniformi al resto della civiltà. Gli aztechi non volevano una civiltà non corrispondente. Questo avrebbe potuto dispiacere agli dei, secondo gli aztechi. Le case potevano essere alte da uno a due piani.

### Separazione delle classi
La cultura azteca aveva una stratificazione di classe. Il rango sociale più elevato era quello del sacerdozio, che consentiva l'accesso ai templi e ai quartieri più esclusivi. I membri del sacerdozio vivevano vicino ai templi mentre le persone delle classi inferiori vivevano sempre più lontano a seconda del loro status. Le dimensioni delle strutture domestiche riflettevano differenze di ricchezza, potere e status.